# Trängslet
Trängslet est une centrale hydroélectrique située dans la commune d'Älvdalen du comté de Dalécarlie, en Suède. Elle fut construite entre 1955 et 1960 pour le groupe Stora Kopparbergs Bergslags AB afin d'alimenter les scieries, les usines à papier et les fonderies du groupe. Le barrage est le plus haut de Suède avec 125 m, et le niveau du bassin peut varier de 35 m afin de réguler la rivière, ce qui est la plus importante variation dans les barrages suédois. La centrale est souterraine, et utilise une hauteur de chute de 142 m. Le nom du barrage provient des chutes qui s'y trouvaient auparavant et provient de l'adjectif trång signifiant étroit, le cours de la rivière devenait en effet plus étroit au niveau des chutes.